# Gängletorp
Gängletorp est une localité de Suède dans la commune de Karlskrona en comté de Blekinge. En 2010, 369 personnes y vivent.